# ×Citrofortunella
Genre
Parent  A  de l'hybridation 
  Citrus 
×

Parent  B  de l'hybridation 
  Fortunella 
Citrofortunella est un ancien genre dont l'usage est conservé qui regroupe les hybrides de kumquat.

## Histoire de la taxonomie
En 1915 Walter T. Swingle publie A new genus, Fortunella, comprising four species of kumquat oranges, dans lequel il remet en cause le classement des kumquat comme Citrus japonica de Thunberg (1780) et de Loureiro (1790, Citrus margarita). Pour lui «les kumquats ne font pas correctement référence au genre citrus», il crée donc le genre «Fortunella, Swingle, gen. nov. Citro affinis, foliis unifoliolatis, staminum numéro petalorum quadruplo» qui contient 4 espèces de kumquats. Le statut des hybrides de Citrus et de Fortunella devient dès lors celui d'hybrides intergénériques, et comme ils sont nombreux un nouveau nom de genre x Citrofortunella a été inventé pour eux en 1975 par J.W.Ingram et H.E.Moore. David J Mabberley (2004) qui a une connaissance approfondie des agrumes du sud est de l'Asie et de l'Australie et des nombreuses inter fécondations rétabli Fortunella Swingle (les kumquats) et Poncirus Raf. et ses hybrides × Citroncirus J. Ingram et H.E. Moore, Citroponcirus H. Wu et al. (2004) dans Citrus. Citrus japonica Thunb. redevient le nom du kumquat, et ses hybrides restent des Citrus. 
- x Citrofortunella reste synonyme de Citrus floridana (J.Ingram et H.E.Moore) Mabberley, (Citrus japonica Thunb. × Citrus auraitfolia (Christm.) Swingle) qui regroupe les limequats[3].
- × Citrofortunella microcarpa (Bunge) Wijnands, × C. mitis (Blanco) les calamodins ont pour nom Citrus ×microcarpa Bunge.

## Les hybrides de kumquat

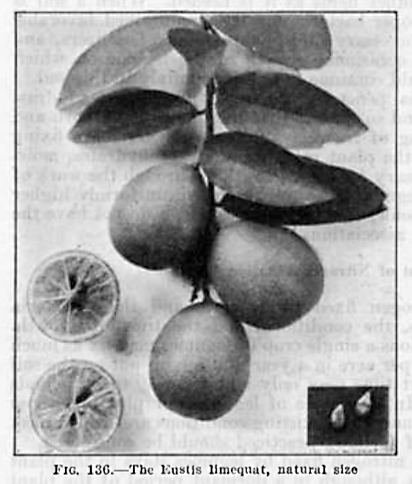
Photo de limequat Eustis dans l'article de W. T. Swingle Limeqquat a new hardy ade fruit (1926).

Il existe d'après Kiichi Yasuda et al. (2015) deux espèces de kumquat: F. hindsii (kumquat de Hong-Kong) et le complexe F. margarita, qui comprend F. margarita (kumquat ovale), F. japonica (kumquat rond), F. crassifolia (kumquat Meiwa), et F.polyandra (kumquat de Malaisie) et F. obovata (Changshou) considérés comme hybrides naturels ou horticoles. 
Swingle a réalisé de nombreuses hybridations en 1909 avec une préférence pour le kumquat qui présente un résistance au froid et au chancre bactérien, citrangequat, orangequat, limequat. La liste suivante donne les plus fréquemment mentionnés:

### Hybrides simples
- Kumquat du Changshou, Fukushu Changshou (Fortunella obovata hort. ex Tanaka) est considéré comme un hybride de 2 espèces de kunquat[8],
- Les limequats Citrofortunella floridana sont des hybrides de lime et de kumquat: Eustis et Lakeland du citron vert des Antilles et du kumquat rond (marumi, Fortunella japonica), Tavares avec le kumquat ovale (Fortunella margarita). Le limequat Calabre (Citrus aurantifolia x Fortunella sp.) est un cultivar méditerranéen.
- Centennial panaché.

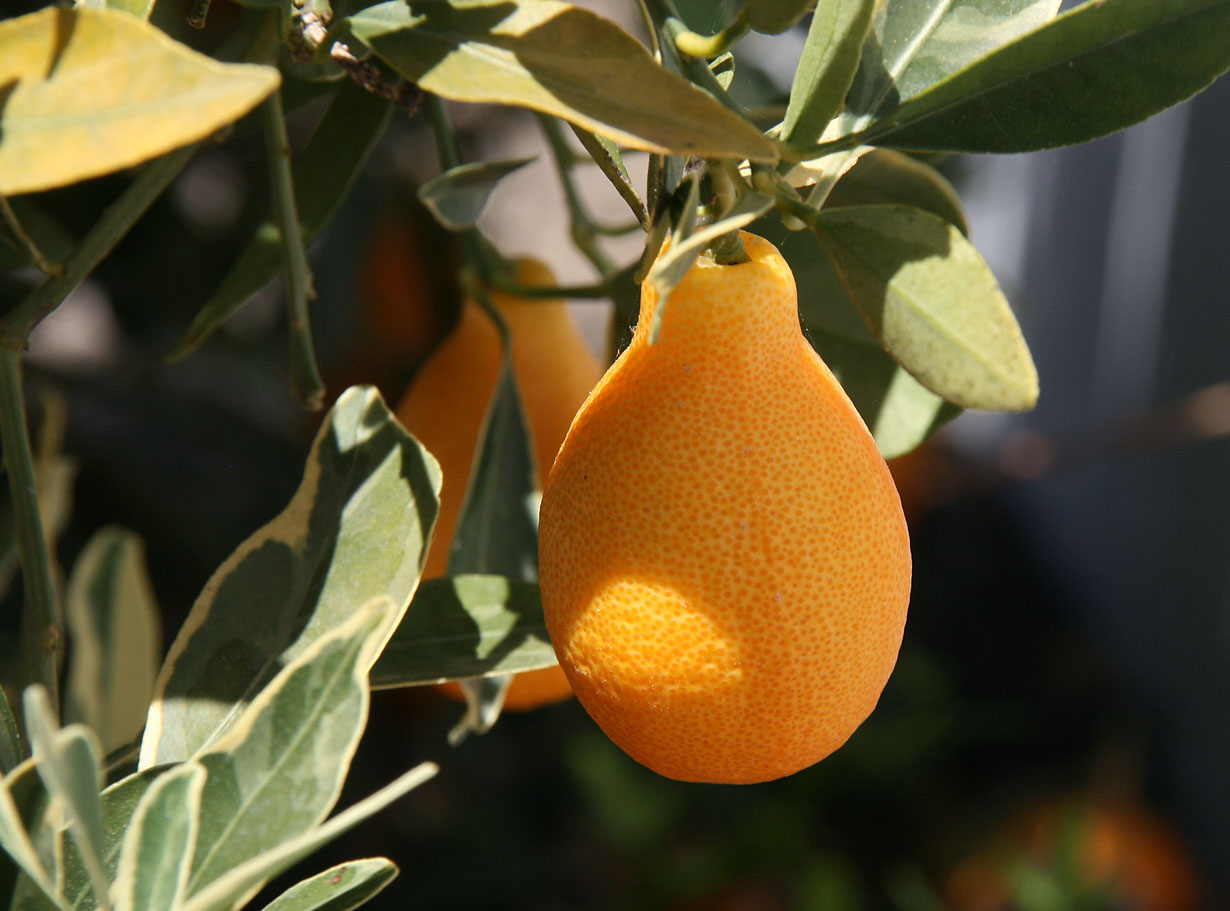
Centennial panaché.

Orangequat hybride de mandarine (C. japonica ×C. reticulata Blanco var. austera Swingle), plus sucré que le kumquat, Nippon orangequat est un hybride entre la mandarine Satsuma et le kumquat Meiwa. On trouve aussi le nom de Mandarinquat - variétés Nippon et Indio pour ces types d'hybrides. Centennial panaché est supposé un hybride de mandarine.
- Kumquatine, Kugli (chez INRA-CIRAD) ou Kuclé. Kumquat margarita et clémentine, fruits comme un gros kumquat au gout de clémentine[12].
- Fortunella Reale est un hybride de hindsii - kumquat de Hong-Kong - et de clémentine, apprécié pour sa valeur décorative[13],
- Lemonquat de la Vallée du Rio Grande (1942) a tout d'un mandarinquat[14],
- Sunquat ou lemonquat probable hybride de citron Meyer et de kumquat indéterminé[15]
- Pomeloquat: géniteurs non mentionnées[16],
- Excalibur hybride probable de Rangpur et de kumquat[17],
- Razzlequat (Eremocitrus glauca x unknown kumquat)[18],

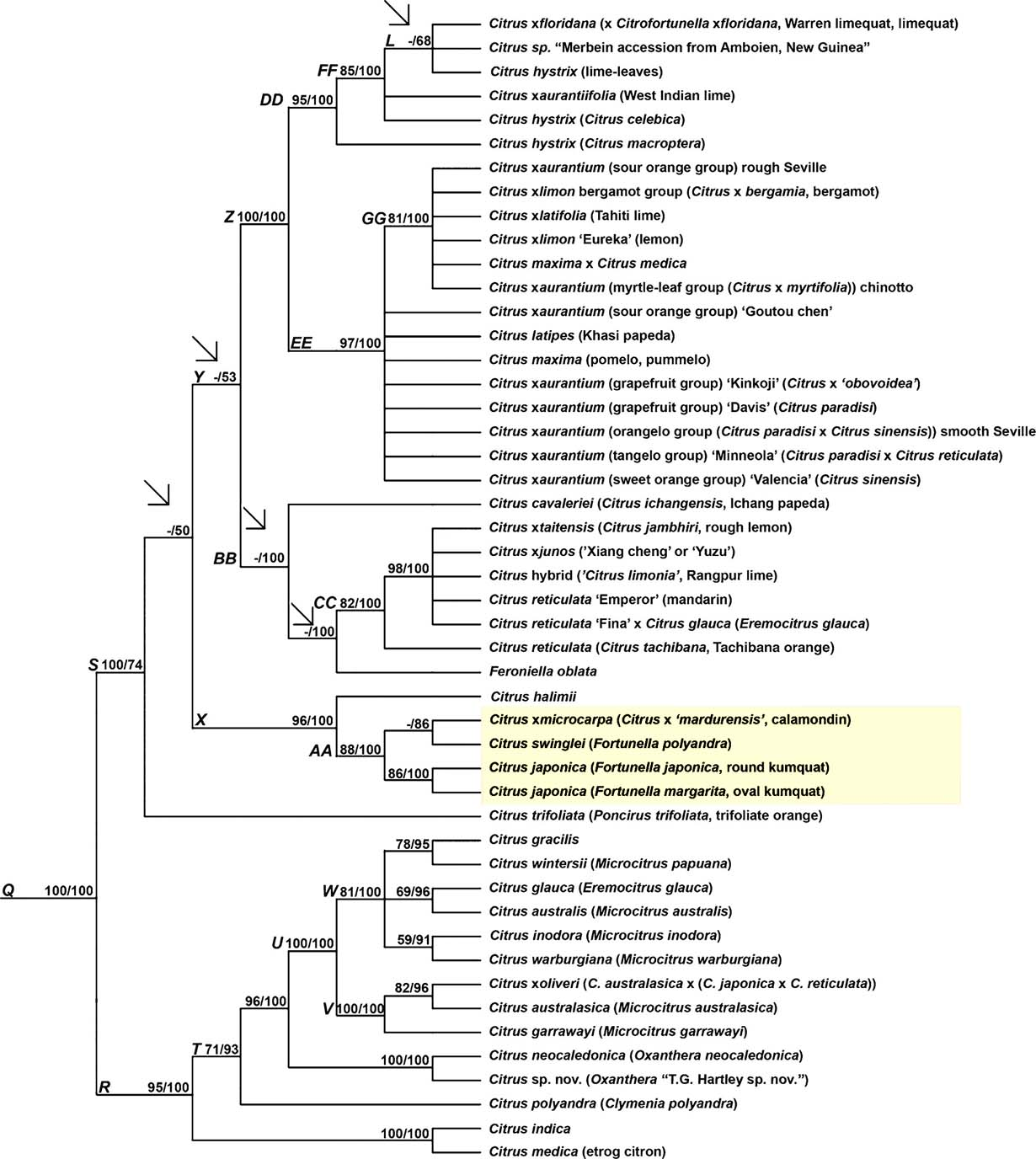
Le clade AA avec le calamondin et les kumquats chez Bayer et Mabberley (2009).

### Doubles hybrides
- Les calamondins sont des hybrides d'orangequat (C. japonica ×C. reticulata Blanco var. austera Swingle) avec pour parent maternel probablement un kumquat (C. japonica) et pour une petite proportion d'allèles mandarine (parent paternel fécondateur).
  - Faustrimédine est un hybride du microcitrus australien avec un calamondin (Oliver -1911)
- Le croisement entre Poncirus trifoliata et des oranges douces produit des citranges. Les hybrides de citrange et le kumquat sont les citrangequat au fruit très acide[19]. Sinton (Sinton Citrangequat) est un hybride de kumquat ovale et de citrange Rusk (1923)[20], Thomasville (1923, Swingle) de citrange Willits x kumquat ovale[21] On fait aussi d'excellentes marmelades analogues à celles de bigaradier écrit  D' Robertson Prosghowky (1923)[22]. Mr John’s Longevity’ citrangequat ((C. sinensis x P. trifoliata) x F. obovata). Dans les essais de culture résistantes au froid réalisés à Savannah, Géorgie, les kumquats sont morts (à -10.5°) et la satsuma ‘Owari’, la mandarine Changsha’ mandarin, ‘Mr John’s Longevity’ citrangequat, et ‘Nippon’ orangequate se sont montrés les plus rustiques et les plus fractifères en climat fortement gélif (2003)[18]. INRA-CIRAD a en collection les cultivars Citrangequat Guinnée (Citrange x Fortunella sp.) et Citrangequat Quatre saisons.
- Yuzuquat: Yuzu (Citrus junos x C. reticulata) et un kumquat Nagami ovale[23].

- Procimequat, triploide; limequat Eustis croisé avec kumquat tétraploïde Hindsii ((Citrus aurantifolia var. Mexican x Fortunella japonica) x Citrus japonica subfo. hindsii))[24].
- Faustrime Citrus australisaca × Limequat (Microcitrus australatica x (Fortunella sp x Citrus aurantifolia))[25].